# Wojciech Wójcik (reżyser)
Wojciech Jerzy Wójcik (ur. 1 stycznia 1943 w Warszawie, zm. 1 lutego 2018 tamże) – polski reżyser filmowy i  telewizyjny, scenarzysta. Twórca filmów fabularnych Karate po polsku, Trójkąt bermudzki i Tam i z powrotem oraz popularnych seriali Ekstradycja (1995–1998), Sfora (2002) i Fałszerze – powrót Sfory (2006).
Uchodził za specjalistę od kina sensacyjnego.

## Życiorys
Urodził się 1 stycznia 1943 w Warszawie. Jego ojcem był Zygmunt Wójcik, kierownik produkcji wielu polskich filmów i seriali telewizyjnych.
W 1967 ukończył studia na Wydziale Reżyserii Państwowej Wyższej Szkoły Filmowej, Telewizyjnej i Teatralnej w Łodzi, dyplom uzyskał w 1969.
Przez ponad dekadę pracował jako drugi reżyser przy dziełach innych twórców, m.in. Kazimierza Kutza, Stanisława Różewicza, Jerzego Kawalerowicza i Jerzego Hoffmana. Samodzielnie debiutował w 1981 dramatem psychologicznym Okno.
Rok później nakręcił Karate po polsku, film obyczajowy rozgrywający się na mazurskiej wsi. W 1985 powstał dramat wojenny Sam pośród swoich. W następnych latach Wójcik realizował niekonwencjonalne kryminały – w 1987 Prywatne śledztwo, a w 1988 Trójkąt bermudzki. Ciepło przyjęty został także dramat Trzy dni bez wyroku (1991) z Arturem Żmijewskim w roli podopiecznego domu poprawczego próbującego zerwać z przeszłością.
Wielkim sukcesem okazał się zrealizowany w 1995 dla Telewizji Polskiej serial Ekstradycja. Po pierwszej, sześcioodcinkowej serii przygód komisarza policji Olgierda Halskiego (Marek Kondrat), w kolejnych latach powstały jeszcze dwie następne. Na przełomie tysiącleci Wójcik wrócił do kręcenia filmów kinowych. W 1999 nakręcił Ostatnią misję, a w 2001 rozgrywające się w realiach PRL-u Tam i z powrotem. Za drugi z tych filmów zdobył nagrodę za reżyserię na 27. Festiwalu Polskich Filmów Fabularnych.
Ostatnie produkcje reżysera to projekty związane z serialem Sfora oraz komedia romantyczna Randka w ciemno z 2009 roku. Uczestniczył również w realizacji serialu Czas honoru.
Postanowieniem Prezydenta RP z dnia 18 października 2002, za zasługi dla rozwoju Telewizji Polskiej, został odznaczony Złotym Krzyżem Zasługi. W 2014 otrzymał nagrodę Kryształowego Dzika za całokształt twórczości na Festiwalu Reżyserii Filmowej w Świdnicy.
Zmarł 1 lutego 2018 w Warszawie. 12 lutego 2018 został pochowany na Cmentarzu Wojskowym na Powązkach w Warszawie (kwatera D24-1-4).

## Filmografia
Cała sekcja na podstawie materiałów źródłowych.

### Reżyseria

#### Filmy
- Gościnny występ (film telewizyjny, 1973, również scenariusz)
- Okno (1981)
- Karate po polsku (1982)
- Sam pośród swoich (1985, również scenariusz)
- Prywatne śledztwo (1987, również scenariusz)
- Trójkąt bermudzki (1988, również scenariusz i dialogi)
- Zabić na końcu (1990, również scenariusz i dialogi)
- Trzy dni bez wyroku (1991, również scenariusz i dialogi)
- Ostatnia misja (1999, również scenariusz i dialogi)
- Tam i z powrotem (2001, również pomysł filmu)
- Bez litości (2002)
- Randka w ciemno (2009)

#### Seriale
- Ekstradycja (1995, wszystkie odcinki, również scenariusz)
- Ekstradycja 2 (1996, wszystkie odcinki, również scenariusz)
- Ekstradycja 3 (1998, wszystkie odcinki, również scenariusz)
- Sfora (2002, wszystkie odcinki, również scenariusz)
- Na dobre i na złe (2004, 11 odcinków)
- Fałszerze – powrót Sfory (2006, wszystkie odcinki, również scenariusz)
- Czas honoru (2008, 12 odcinków serii pierwszej
- Prawdziwe życie (dokumentalny–fabularyzowany, 2013, również scenariusz)

#### Etiudy szkolne
- W Bieszczadach (1963)
- Jubileusz (1963, również scenariusz)
- Propozycja (1964, również scenariusz i obsada aktorska)
- Na przystanku (1965)
- Nocna wizyta (1967, również scenariusz)

#### Spektakle telewizyjne
- Dwie głowy ptaka (1992)
- Żegnaj kochanie (1995)

### Współpraca reżyserska

#### Filmy
- Skok (1967, jako współpraca reżyserska)
- Ostatni po Bogu (1968, jako współpraca reżyserska)
- Gra (1968, jako II reżyser)
- Sól ziemi czarnej (1969, jako współpraca reżyserska)
- Twarz anioła (1970, jako II reżyser)
- Brylanty pani Zuzy (1971, jako II reżyser)
- Ocalenie (1972, jako II reżyser)
- Drzwi w murze (1973, jako II reżyser)
- Gniazdo (1974, jako II reżyser)
- Czerwone i białe (1975, jako współpraca reżyserska)
- Zawodowcy (film telewizyjny, 1975, jako II reżyser)
- Ocalić miasto (1976, jako II reżyser)
- Śmierć prezydenta (1977, jako II reżyser)
- Do krwi ostatniej... (1978, jako II reżyser)

#### Seriale
- Wakacje z duchami (1970, jako II reżyser)
- Szaleństwo Majki Skowron (1976, jako II reżyser)
- Do krwi ostatniej (1979, jako II reżyser)

#### Etiudy szkolne
- Holden (1961, jako współpraca reżyserska)
- Przed wejściem (1961, jako współpraca reżyserska)

## Odznaczenia i nagrody

### Odznaczenia
- 2002: Złoty Krzyż Zasługi[6]

### Nagrody
Cała sekcja na podstawie materiałów źródłowych.
- 1983: Nagroda FIPRESCI na Festiwalu w San Sebastián za Karate po polsku
- 1986: Nagroda Przewodniczącego Komitetu Kinematografii za najwybitniejsze osiągnięcia programowe w dziedzinie filmu za Sam pośród swoich
- 1986: Nagroda Ministra Obrony Narodowej II stopnia za Sam pośród swoich
- 1998: Telekamera 1998 w kategorii seriale dla Ekstradycji
- 2002: Nagroda za reżyserię 27. Festiwalu Polskich Filmów Fabularnych w Gdyni za Tam i z powrotem
- 2002: Nagroda Złoty Klakier 27. Festiwalu Polskich Filmów Fabularnych w Gdyni za Tam i z powrotem
- 2002: Nagroda Międzynarodowy Festiwalu Filmowego w Toronto dla Tam i z powrotem za „ podjęcie historycznie ważnego tematu i przekazanie głębokich wartości moralnych”
- 2002: Grand Prix Tarnowskiej Nagrody Filmowej dla Tam i z powrotem
- 2014: Kryształowy Dzik na Festiwalu Reżyserii Filmowej w Świdnicy za całokształt twórczości

### Nominacje
- Orzeł 2002 w kategorii reżyseria za Tam i z powrotem[3]
- Orzeł 2002 w kategorii najlepszy film dla Tam i z powrotem[3]